# Battaglia di Guinegatte (1479)
La battaglia di Guinegatte fu una battaglia combattuta il 7 agosto 1479 tra l'esercito congiunto di Sacro Romano Impero e Ducato di Borgogna, guidato dall'arciduca Massimiliano d'Asburgo, e l'esercito francese guidato da Philippe de Crèvecœur d'Esquerdes, durante la guerra di successione borgognona. La vittoria dell'arciduca, che sarebbe di lì a poco divenuto Re dei Romani e poi Imperatore del Sacro Romano Impero, segnò la fine del tentativo di Luigi XI di impossessarsi dei domini ereditari della Casa di Borgogna.
Dal punto di vista militare, la battaglia è notevole per essere stata la prima combattuta da formazioni schierate in battaglioni di picchieri disposti in quadrato ed addestrati all'uso svizzero, ma senza l'impiego di mercenari svizzeri.